# دکتور (جماعت)
دکتور جماعت و شهرکی در جنوب غربی کشور تاجیکستان است که در ناحیهٔ بلجوان ولایت ختلان قرار دارد. جمعیت این جماعت ۵۲۱۹ است.